# زوکرو فورناچاری
اَدِلمو فُرنَچَری (به ایتالیایی: Adelmo Fornaciari) زاده ۲۵ سپتامبر ۱۹۵۵ با نام هنری Zucchero (تلفظ: تْزوکِّرو) خواننده راک ایتالیایی و نامزد جایزه گرمی است. موسیقی او تا حدود زیادی الهام گرفته از سبک بلوز، موسیقی راک، تناوب سرودها و قطعات ریتمیک سیاه پوست است. واژه‌ی Zucchero کلمه‌ای ایتالیایی و در فارسی به معنی "قند" یا "شکر" است. وی در حرفه خود، طی چهار دهه، بیش از ۴۰ میلیون آلبوم در سراسر جهان فروخته، و جوایز متعددی از جمله دو جایزه موسیقی جهانی، شش جایزه پلاتین اروپا را کسب کرده، و نامزد جایزه گرمی نیز شده است.